# Le Retour de Tarzan
Le Retour de Tarzan (The Return of Tarzan) est un roman d'Edgar Rice Burroughs et le deuxième tome de la série de Tarzan. Il fut publié pour la première fois sous forme de feuilleton de juin à décembre 1913 dans le magazine New Story Magazine. Il fut publié pour la première fois sous forme de livre par l'éditeur A. C. McClurg (en) en 1915.

## Synopsis
Le roman reprend aussitôt après la fin de Tarzan, seigneur de la jungle. L’homme-singe, se sentant déraciné à la suite de son noble sacrifice à la perspective du mariage de Jane Porter avec William Clayton, quitte les Amériques pour l’Europe pour rendre visite à son ami Paul d'Arnot. Sur le navire, il se retrouve mêlé aux affaires de la Comtesse Olga de Coude, de son mari, le Comte Raoul de Coude, et de deux personnages louches qui tentent de s’en prendre à eux, Nikolas Rokoff et son acolyte Alexis Paulvitch. Il s’avère aussi que Rokoff est le frère de la comtesse. Tarzan contrecarre les plans des scélérats, s’en faisant des ennemis mortels. 
Plus tard, en France, Rokoff essaye à plusieurs reprises d’éliminer l’homme-singe, et finit par provoquer un duel entre le Comte et Tarzan en faisant passer celui-ci pour l’amant de la comtesse. Tarzan refuse délibérément de se défendre dans ce duel, offrant même au comte sa propre arme après que celui-ci ai échoué à le tuer avec la sienne, un geste noble qui convainc son adversaire de son innocence. En retour, le Comte Raoul lui trouve un travail d’agent spécial pour le ministre de la guerre français. Tarzan est affecté en Algérie.
Après une série d’aventures, Tarzan se rend en Afrique du Sud par bateau mais Rokoff et Paulovitch réussissent à lui tendre un piège et le jettent par-dessus bord.
Miraculeusement, Tarzan réussit à nager vers le rivage et se retrouve dans la jungle où il a été élevé par les singes. Il sauve et se lie d’amitié avec un guerrier, Busuli des Waziri et il est finalement adopté par la tribu Waziri. Après avoir empêché un raid de pilleurs d’ivoires contre le village, Tarzan en devient le chef.
Les Waziri connaissent l’existence d’une cité au fond de la jungle, lieu où ils ont obtenu leurs ornements en or : la cité perdue d’Opar. En s’y rendant, Tarzan est fait prisonnier et condamné à être sacrifié à leur dieu soleil. La prêtresse qui organise le sacrifice, profite d’une diversion pour le cacher, permettant à Tarzan de fuir.

## Analyse
Découverte dans cet épisode, la cité fictive d'Opar, reviendra dans trois autres épisodes de Tarzan : Tarzan et les Joyaux d'Opar (1916), Tarzan et le Lion d'or (1922/1923) et Tarzan l'invincible (en) (1930/1931). Elle sera également reprise par d'autres auteurs pour leurs propres œuvres, tels que dans ses Hadon, fils de l'antique Opar (1974) et Fuite à Opar (1976).

## Version originale
- Titre : The Return of Tarzan
- Parution en magazine : New Story Magazine, juin à décembre 1913
- Parution en livre : A.C.McClurg & Co., 1915

## Éditions françaises en périodique
- Le Retour de Tarzan, "Hop-là", n° 21 à 35 (1938)

## Éditions françaises en livre
- 1938 : Le Retour de Tarzan (Hachette)
- 1970 : Le Retour de Tarzan (Édition Spéciale)
- 1986 : Le Retour de Tarzan (Néo)
- 1993 : Le Retour de Tarzan (Bibliothèque Verte)
- 1998 : Le Retour de Tarzan (10/18)
- 2012 : La Légende de Tarzan (Omnibus). Intégrale regroupant les cinq premiers tomes dont Le Retour de Tarzan.   (ISBN 978-2-2580-9180-1)

## Adaptations

### Bande dessinée
Le roman a été adapté en bande dessinée à plusieurs occasions. Les adaptations les plus notables inclus celle de Gold Key Comics dans Tarzan n°156, daté de novembre 1966 (scénario de Gaylord DuBois, dessins de Russ Manning) ; de DC Comics dans Tarzan n°219-223, daté d’avril–septembre 1973 ; et celle de Dynamite Entertainment dans Lord of the Jungle n°9-14, daté de 2012-2013.

### Cinéma
Le roman de Burroughs a servi de base à deux films muets, Le Retour de Tarzan (The Revenge of Tarzan, 1920) et The Adventures of Tarzan (en) (1921), basés respectivement sur la première et la seconde parties du livre. Le rôle de Tarzan est joué par Gene Pollar dans le premier film et par Elmo Lincoln dans le second.